# Golden Eye (festival)

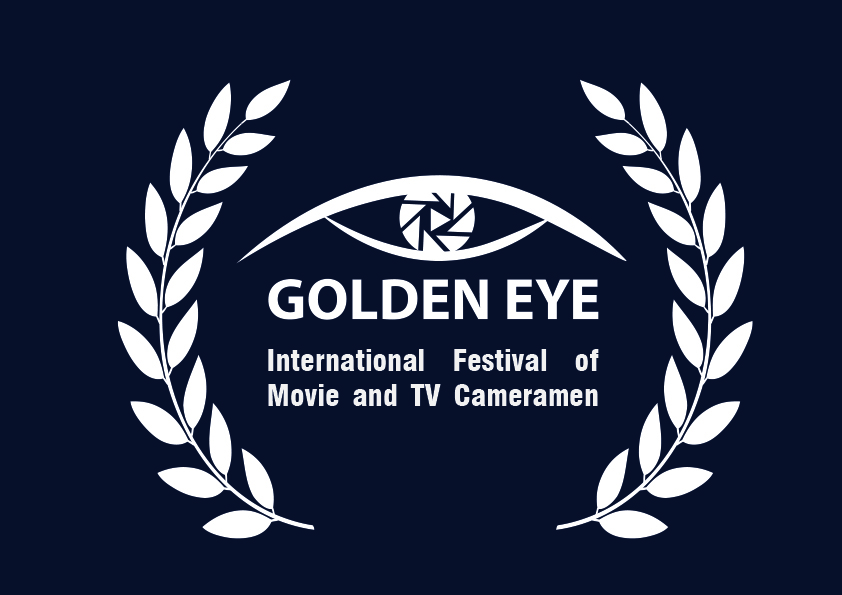
Logo del festival Golden Eye

Golden Eye es un festival internacional para camarógrafos de cine y televisión. El objetivo principal del festival es motivar a los camarógrafos y camarógrafas y a la gente de la industria del cine y la televisión, y apoyar su desarrollo profesional. El festival es un proyecto de la Fundación Internacional para las Tecnologías Innovadoras (IFIT) y fue fundado por Zurab Gegenava en 2009. Todas las obras presentadas al "Golden Eye" son seleccionadas por un jurado internacional. El Gran Premio "Golden Eye" se otorga a la mejor obra de cámara.

## Historia
Por primera vez, del 20 al 23 de octubre de 2009 se celebró en Tiflis el Festival Internacional de Camarógrafos de Cine y Televisión "Golden Eye". El Festival atrajo mucho interés en Georgia, así como en todo el mundo, y se convirtió en un festival anual.
En 2009, una exposición fotográfica dedicada al 125 aniversario del primer camarógrafo georgiano Aleksandre Dighmelov - "Aleksandre Dighmelov 125" tuvo lugar en el marco del festival.
En octubre de 2010, el centro cultural "Muza" acogió el "Golden Eye". Entre los participantes en el Festival se encuentran camarógrafos de televisión y cine de Azerbaiyán, Armenia, Rusia, Ucrania, Bielorrusia, Estonia, Estados Unidos, Alemania, Países Bajos, España, Croacia, Brasil, India, Pakistán y Austria.
El 22 de octubre de 2011 el Festival se celebró en Batumi, Georgia. Los invitados especiales del festival fueron: Hiro Narita; Phil Parmet - Camarógrafos de "Four rooms" y "Grindhouse" de Quentin Tarantino, miembro de "Local 600" - Gremio Internacional de Cinematógrafos. Jonathan Abrams - uno de los camarógrafos de "AVATAR", operador de cámara de "SOC".
Del 16 al 18 de octubre de 2014, el Festival se celebró en el Salón de Eventos de Tiflis. "Golden Eye" también acogió la 1ª Exposición Internacional de Equipos de Radiodifusión.
La exposición fue inaugurada por el presidente de la Asamblea de Regiones de Europa, Hande Özsan Bozatlı, que fue invitado especial en Georgia.

## Acontecimientos
El festival acoge una serie de eventos diferentes:
Presentaciones de las empresas fabricantes de equipos El festival recibe anualmente la visita de representantes de las principales empresas fabricantes, que organizan seminarios y presentaciones para los invitados al festival y les dan a conocer las últimas tendencias.
Clases magistrales de huéspedes especiales
El Festival recibe anualmente la visita de especialistas específicamente invitados, que imparten clases magistrales sobre temas interesantes para principiantes y profesionales de la cámara.
Proyecciones abiertas de trabajos presentados
Las proyecciones abiertas de las obras nominadas se celebran anualmente, lo que ofrece a todos los visitantes la posibilidad de evaluar las obras presentadas.

## Exposición internacional de equipos de radiodifusión
En 2014, en el marco del "Ojo de Oro" tuvo lugar la 1ª Exposición Internacional de Equipos de Radiodifusión, que fue la primera en toda la región. Las principales empresas fabricantes de equipos de radiodifusión participaron en la exposición: Sony, Canon, Avid, Innovator, Broadview Software, Evertz, Fujifilm, JVC, Lawo, Linear Acoustic, Litepanels, Monarch, Panasonic, RTS, Sachtler, Snell.
La exposición da la oportunidad a los interesados de tener un contacto directo con los representantes de las empresas y recibir información sobre las últimas tendencias y los nuevos productos.
La exposición fue inaugurada por el presidente de la Asamblea de las Regiones de Europa, Hande Ozsan Bozatli, invitado especial en Georgia.